# Podkrnos
Podkrnos (nemško Gurnitz) je naselje v Občini Žrelec v Okraju Celovec-dežela na Koroškem v Avstriji.